# Gare de Huddersfield
La gare de Huddersfield est une gare ferroviaire du Royaume-Uni, située sur le territoire de la ville de Huddersfield, dans le Yorkshire de l'Ouest en Angleterre. 
Les services à partir de Huddersfield sont opérés par Northern Rail et TransPennine Express.